# Szemcseeloszlás
Számos anyagvizsgáló tudományág összetett anyagokat vizsgál. A földtanban, az építőanyag-iparban, a mezőgazdasági talajtanban és még sok más területen az összetett anyagok egyik jellemző paramétere a szemcseméret eloszlás, vagy röviden ’’’szemcseeloszlás’’’. A szemcseeloszlás a vizsgált anyagban a szemcsék méret szerinti eloszlását, vagyis a szemcseméret-tartományok részarányát jelenti (gyakran súly százalékban adják meg).

## Jelentősége
A különféle ipari folyamatokban, a mezőgazdasági termelésben, az anyagok tudományos meghatározásában szemcsékből összetett anyagokat használunk föl, vagy vizsgálunk. Az ilyen anyagok fizikai, kémiai, biológiai, vízgazdálkodási, tulajdonságai jelentős mértékben függenek a szemcseméret eloszlástól.
Éppen mert számos tudományág használja a szemcseeloszlást, (főleg a laza kőzetek jellemzésére), a méretskála egyes tartományainak elkülönítésére, egymástól sokszor igen eltérő szemcseméret-határokat használnak a kőzetek és talajképződmények elkülönítésére. Ennek következtében egyes szemcseméret intervallumokat másképpen neveznek meg és határoznak meg az egyes vizsgálati és alkalmazási területek.

### Geológiai szemcseméret eloszlás
A geológiai aprózódási folyamatban a homok, az iszap és az agyag azok a legismertebb anyagok, amelyek egyúttal szemcsenagysági fokozatokat is jelentenek.

### Talajtani szemcseméret eloszlás
A talajtani osztályozás ismert a leginkább: ebben a finom frakciótól a durvább felé haladva az agyag, iszap, homokliszt, finom(homok), közepes(homok), és durva(homok), meghatározási sort használják. Egy talaj szemcseméret eloszlásának meghatározására több vizsgálati módszert kidolgoztak. Ezek egyike a hidrométeres eljárás, melynél egy areométert (egy úszót) helyeznek a talajból készített szuszpenzióba. Az aerométer bemerülése függ a szuszpenzió átlagos sűrűségétől.

### Néhány jellemző szemcseméret
- A homok szemcséi a 2 mm - 0,063 mm átmérő intervallumba (szemnagysági fokozatba) esnek.
- Az iszap szemcséi a 0,063 mm - 0,002 mm átmérő intervallumba (szemnagysági fokozatba) esnek.
- Az agyag szemcséi a 0,002 mm-nél kisebb szemnagysági fokozatba esnek.
- A lösz szemcséi a 0,05 mm - 0,01 mm átmérő intervallumba esnek.

## Külső hivatkozások
- Egy talajtani mérési módszersorozat